# L'Amour foot
L'Amour foot est une pièce de théâtre écrite en 1993 et interprétée par Robert Lamoureux, mise en scène lors de sa création au théâtre Antoine par Francis Joffo.

## Argument
L'action se déroule à Saint-Plonget, petite bourgade rurale du Berry. Le centre-ville se remet tout juste d'une descente de jeunes casseurs venus des Bronchettes, le quartier déshérité de la commune. Pressé d'effacer le souvenir de cette émeute et soucieux de sa réélection face à Catala, son éternel rival, le maire se voit contraint d'accepter dans l'équipe de foot locale Félicien Couré-Coulé, surdoué du ballon rond mais aussi chef des émeutiers. S'il refuse, Coraline Couré-Coulé, la mère du joueur, le menace de révéler à la ville entière que Félicien n'est autre que son fils biologique. Contraint d'accepter, le maire profite même du succès footballistique et médiatique du jeune casseur jusqu'au moment où sa belle-fille doit lui avouer qu'elle trompe son fils avec le jeune casseur. Et le maire a d'autres problèmes entre malversation politico-financière et histoires de cœur.

## Distribution (création,théâtre Antoine)
- Mise en scène : Francis Joffo
- Décors :Gérard Keryse
- Durée : 130 minutes
- Personnages et interprètes :
  - Robert Lamoureux : Henri Donadieu, le maire de Saint-Plonget
  - Jacques Balutin : Marcel Heurtepont, président du club de foot
  - Laurence Colussi : Sylvie Donadieu
  - Magali de Vendeuil : Françoise Donadieu
  - Jacques Ciron : François Pelu, le cordonnier de Saint-Plonget, partisan de Catala
  - Chimène : Coraline Couré-Coulé
  - Nathalie Courval : La journaliste de France 3
  - Liliane Ponzio : Madame Fontaine
  - Laurent Meda : Le cadreur de France 3
  - Yves Derlon : Le preneur de son

## Autour de la pièce
- Cette adaptation a fait l'objet d'un enregistrement disponible en DVD. Il a été réalisé par Yves-André Hubert
- Plusieurs répliques font référence à l'affaire VA-OM ou à la gestion de l'Olympique de Marseille : « Ils n'ont pas de chance à Valenciennes. » et « Une fraude de 400 000 francs ! Il y a des provinces où ça ferait sourire... On fêterait ça.. La bouillabaisse !! ».